# Coppa d'Asia 2023
La Coppa d'Asia 2023, nota anche come Qatar 2023, è stata la 18ª edizione del torneo di calcio continentale per squadre nazionali maggiori maschili organizzato dall'AFC. Inizialmente prevista in Cina nei mesi di giugno e luglio del 2023, nell'ottobre 2022 è stata ufficialmente posticipata al 2024 in Qatar, un anno dopo aver ospitato il Mondiale, dato che la Cina ha rinunciato a ospitare la competizione a causa della pandemia di COVID-19.
Per la seconda volta consecutiva il titolo è andato proprio ai padroni di casa del Qatar, che era per l'appunto sia campione in carica che paese ospitante, che hanno superato in finale la Giordania per 3-1, riconfermandosi campioni continentali.

## Scelta della nazione ospitante
Il 4 giugno 2019, a Parigi, in occasione del 69º Congresso FIFA, la Cina ha battuto la concorrenza di Corea del Nord e Corea del Sud (le quali si erano proposte per un'organizzazione congiunta) ed è stata scelta come nazione ospitante del torneo per la seconda volta dopo diciannove anni.
Il torneo si sarebbe dovuto svolgere dal 16 giugno al 16 luglio 2023, tuttavia, il 14 maggio 2022, la Cina ha ritirato la candidatura ad ospitare la Coppa d'Asia a causa delle preoccupazioni legate alla pandemia di COVID-19. Il 17 ottobre successivo, la scelta della nazione ospitante è ricaduta sul Qatar, che ha battuto Australia, Corea del Sud ed Indonesia. A causa delle alte temperature della nazione ospitante durante l'estate e della loro partecipazione alla CONCACAF Gold Cup 2023, si è deciso di posticipare il torneo al 2024, dal 12 gennaio al 10 febbraio, mantenendo intatto il nome originale per motivi logistici e di sponsorizzazione.

## Stadi
In origine erano state previste dodici città della Cina come sedi del torneo ed erano state preventivate opere di rinnovamento per gli stadi ospitanti. Il nuovo Stadio calcistico di Pudong di Shanghai avrebbe ospitato la finale e una semifinale, mentre il rinnovato stadio dei Lavoratori di Pechino avrebbe ospitato l'altra semifinale. Il 28 dicembre 2019 la Federazione calcistica della Cina aveva annunciato dieci città come sedi del torneo (anziché dodici) e nel gennaio 2020 l'AFC aveva annunciato dieci stadi per questa edizione.
A causa delle preoccupazioni legate al perdurare della pandemia di COVID-19, nel maggio 2022 la Federcalcio cinese ha comunicato all'AFC la rinuncia all'organizzazione del torneo. L'AFC ha dunque riaperto le candidature per l'organizzazione del torneo, che nell'ottobre 2022 è stata assegnata al Qatar, paese originariamente designato come sede del torneo per il 2027. Il 5 aprile 2023, l'AFC ha annunciato gli otto stadi, localizzati in quattro città, nei quali si è disputata la competizione, con lo Stadio Ahmed bin Ali e lo Stadio Al-Thumama che hanno ospitato le due semifinali. Il 21 agosto successivo, è stato aggiunto lo Stadio Iconico di Lusail come nono stadio, che ha ospitato la partita inaugurale, tra Qatar e Libano, e la Finale.
La manifestazione si è svolta nei seguenti stadi:
- Al Khor – Stadio Al-Bayt, capienza 68 895 posti a sedere;
- Al Rayyan - Stadio Ahmed bin Ali, capienza 45 032 posti a sedere;
- Al Rayyan – Education City Stadium, capienza 44 667 posti a sedere;
- Al Rayyan– Stadio internazionale Khalifa, capienza 45 857 posti a sedere;
- Al Rayyan – Stadio Jassim bin Hamad, capienza 13 030 posti a sedere;
- Al Wakrah – Stadio Al-Janoub, capienza 44 325 posti a sedere;
- Doha – Stadio Al-Thumama, capienza 44 400 posti a sedere;
- Doha – Stadio Abdullah bin Khalifa, capienza 10 000 posti a sedere;
- Lusail – Stadio Iconico di Lusail, capienza 88 000 posti a sedere;

| Al Rayyan                   | Al Rayyan                               | Al Rayyan                               | Al Rayyan                               |
| --------------------------- | --------------------------------------- | --------------------------------------- | --------------------------------------- |
| Stadio Jassim bin Hamad     | Stadio internazionale Khalifa           | Stadio Ahmed bin Ali                    | Education City Stadium                  |
| Capienza: 21175             | Capienza: 40696                         | Capienza: 41143                         | Capienza: 41455                         |
|                             |                                         |                                         |                                         |
| Lusail                      | Doha Al Khor Al Wakrah Al Rayyan Lusail | Doha Al Khor Al Wakrah Al Rayyan Lusail | Doha Al Khor Al Wakrah Al Rayyan Lusail |
| Stadio Iconico di Lusail    | Doha Al Khor Al Wakrah Al Rayyan Lusail | Doha Al Khor Al Wakrah Al Rayyan Lusail | Doha Al Khor Al Wakrah Al Rayyan Lusail |
| Capienza: 88800             | Doha Al Khor Al Wakrah Al Rayyan Lusail | Doha Al Khor Al Wakrah Al Rayyan Lusail | Doha Al Khor Al Wakrah Al Rayyan Lusail |
|                             | Doha Al Khor Al Wakrah Al Rayyan Lusail | Doha Al Khor Al Wakrah Al Rayyan Lusail | Doha Al Khor Al Wakrah Al Rayyan Lusail |
| Doha                        | Doha                                    | Al Khor                                 | Al Wakrah                               |
| Stadio Abdullah bin Khalifa | Stadio Al-Thumama                       | Stadio Al-Bayt                          | Stadio Al-Janoub                        |
| Capienza: 10000             | Capienza: 40125                         | Capienza: 68895                         | Capienza: 44325                         |
|                             |                                         |                                         |                                         |

## Squadre partecipanti
Delle 24 nazionali partecipanti, 20 avevano già partecipato all'edizione 2019. L'unica debuttante è il Tagikistan, mentre Hong Kong si ripresenta alla competizione dopo 56 anni di assenza. Le altre due selezioni sono Malaysia e Indonesia, assenti dall'edizione 2007.
Rispetto alla precedente edizione, quattro squadre non sono riuscite ad ottenere la qualificazione: Corea del Nord, Turkmenistan, Yemen e Filippine. L'India è l'unica selezione proveniente dalla sub-federazione SAFF, mentre per la prima volta la AFF riesce a qualificare 5 nazionali (Australia, Vietnam, Malaysia, Thailandia e Indonesia). L'Iran ha esteso il suo record di partecipazioni consecutive, essendosi qualificata per la quindicesima volta dall'edizione del 1968.
| Squadra             | Data di qualificazione certa      | Partecipante in quanto | Partecipazioni precedenti al torneo                                                     |
| ------------------- | --------------------------------- | --- | --------------------------------------------------------------------------------------- |
| Giappone            | 28 maggio 2021                    | Vincitore del Gruppo F del secondo turno di qualificazione                                                                   | 9 (1988, 1992, 1996, 2000, 2004, 2007, 2011, 2015, 2019)                                |
| Siria               | 7 giugno 2021                     | Vincitrice del Gruppo A del secondo turno di qualificazione                                                                  | 6 (1980, 1984, 1988, 1996, 2011, 2019)                                                  |
| Qatar               | 7 giugno 2021                     | Vincitore del Gruppo E del secondo turno di qualificazione                                                                   | 10 (1980, 1984, 1988, 1992, 2000, 2004, 2007, 2011, 2015, 2019)                         |
| Corea del Sud       | 9 giugno 2021                     | Vincitrice del Gruppo H del secondo turno di qualificazione                                                                  | 13 (1956, 1960, 1964, 1972, 1980, 1984, 1988, 1996, 2000, 2004, 2007, 2011, 2015, 2019) |
| Australia           | 11 giugno 2021                    | Vincitrice del Gruppo B del secondo turno di qualificazione                                                                  | 4 (2007, 2011, 2015, 2019)                                                              |
| Iran                | 15 giugno 2021                    | Vincitore del Gruppo C del secondo turno di qualificazione                                                                   | 14 (1968, 1972, 1976, 1980, 1984, 1988, 1992, 1996, 2000, 2004, 2007, 2011, 2015, 2019) |
| Emirati Arabi Uniti | 15 giugno 2021                    | Vincitori del Gruppo G del secondo turno di qualificazione                                                                   | 10 (1980, 1984, 1988, 1992, 1996, 2004, 2007, 2011, 2015, 2019)                         |
| Cina                | 4 giugno 2019, poi 15 giugno 2021 | Rappresentativa della nazione organizzatrice della fase finale, poi seconda nel Gruppo A del secondo turno di qualificazione | 12 (1976, 1980, 1984, 1988, 1992, 1996, 2000, 2004, 2007, 2011, 2015, 2019)             |
| Arabia Saudita      | 15 giugno 2021                    | Vincitrice del Gruppo D del secondo turno di qualificazione                                                                  | 10 (1984, 1988, 1992, 1996, 2000, 2004, 2007, 2011, 2015, 2019)                         |
| Iraq                | 15 giugno 2021                    | Secondo nel Gruppo D del secondo turno di qualificazione                                                                     | 9 (1972, 1976, 1996, 2000, 2004, 2007, 2011, 2015, 2019)                                |
| Oman                | 15 giugno 2021                    | Secondo nel Gruppo E del secondo turno di qualificazione                                                                     | 4 (2004, 2007, 2015, 2019)                                                              |
| Vietnam             | 15 giugno 2021                    | Secondo nel Gruppo G del secondo turno di qualificazione                                                                     | 4 (1956, 1960, 2007, 2019)                                                              |
| Libano              | 15 giugno 2021                    | Secondo nel Gruppo H del secondo turno di qualificazione                                                                     | 2 (2000, 2019)                                                                          |
| Giordania           | 14 giugno 2022                    | Vincitore del Gruppo A del terzo turno di qualificazione                                                                     | 4 (2004, 2011, 2015, 2019)                                                              |
| Indonesia           | 14 giugno 2022                    | Secondo nel Gruppo A del terzo turno di qualificazione                                                                       | 4 (1996, 2000, 2004, 2007)                                                              |
| Palestina           | 14 giugno 2022                    | Vincitore del Gruppo B del terzo turno di qualificazione                                                                     | 2 (2015, 2019)                                                                          |
| Uzbekistan          | 14 giugno 2022                    | Vincitore del Gruppo C del terzo turno di qualificazione                                                                     | 7 (1996, 2000, 2004, 2007, 2011, 2015, 2019)                                            |
| Thailandia          | 14 giugno 2022                    | Secondo nel Gruppo C del terzo turno di qualificazione                                                                       | 8 (1972, 1992, 1996, 2000, 2004, 2007, 2015, 2019)                                      |
| India               | 14 giugno 2022                    | Vincitore del Gruppo D del terzo turno di qualificazione                                                                     | 4 (1964, 1984, 2011, 2019)                                                              |
| Hong Kong           | 14 giugno 2022                    | Secondo nel Gruppo D del terzo turno di qualificazione                                                                       | 3 (1956, 1964, 1968)                                                                    |
| Bahrein             | 14 giugno 2022                    | Vincitore del Gruppo E del terzo turno di qualificazione                                                                     | 6 (1988, 2004, 2007, 2011, 2015, 2019)                                                  |
| Malaysia            | 14 giugno 2022                    | Secondo nel Gruppo E del terzo turno di qualificazione                                                                       | 3 (1976, 1980, 2007)                                                                    |
| Tagikistan          | 14 giugno 2022                    | Vincitore del Gruppo F del terzo turno di qualificazione                                                                     | -                                                                                       |
| Kirghizistan        | 14 giugno 2022                    | Secondo nel Gruppo F del terzo turno di qualificazione                                                                       | 1 (2019)                                                                                |

Nota bene: nella sezione "partecipazioni precedenti al torneo", le date in grassetto indicano che la nazione ha vinto quella edizione del torneo, mentre le date in corsivo indicano la nazione ospitante.

## Convocazioni
Ogni squadra deve iscrivere una rosa con un minimo di 18 ed un massimo di 23 giocatori, di cui almeno tre devono essere portieri. Successivamente, nel dicembre del 2023, il limite massimo di giocatori registrabili è stato aumentato a 26.

## Sorteggio dei gruppi
Le 12 squadre che si sono qualificate durante il secondo turno delle qualificazioni occupano le posizioni delle prime due urne, in base al Ranking FIFA, mentre quelle che si sono qualificate durante il terzo turno occupano le ultime due urne. Il sorteggio della fase a gironi si è tenuto l'11 maggio 2023 presso la Katara Opera House di Doha.
| Urna 1         | Urna 2              | Urna 3       | Urna 4     |
| -------------- | ------------------- | ------------ | ---------- |
| Qatar          | Iraq                | Bahrein      | India      |
| Giappone       | Emirati Arabi Uniti | Siria        | Tagikistan |
| Iran           | Oman                | Palestina    | Thailandia |
| Corea del Sud  | Uzbekistan          | Vietnam      | Malaysia   |
| Australia      | Cina                | Kirghizistan | Hong Kong  |
| Arabia Saudita | Giordania           | Libano       | Indonesia  |

Durante il sorteggio, si sono andati a determinare i seguenti gruppi:
| Gruppo A   | Gruppo B      | Gruppo C            |
| ---------- | ------------- | ------------------- |
| Qatar      | Australia     | Iran                |
| Cina       | Uzbekistan    | Emirati Arabi Uniti |
| Libano     | Siria         | Palestina           |
| Tagikistan | India         | Hong Kong           |
| Gruppo D   | Gruppo E      | Gruppo F            |
| Giappone   | Corea del Sud | Arabia Saudita      |
| Iraq       | Giordania     | Oman                |
| Vietnam    | Bahrein       | Kirghizistan        |
| Indonesia  | Malaysia      | Thailandia          |

## Ufficiali di gara
Il 14 settembre 2023, l'AFC ha annunciato l'elenco dei 33 arbitri, 37 assistenti arbitri, due arbitri e due assistenti di riserva, tra i quali due arbitri donna e tre assistenti donna. Rispetto alla scorsa edizione che prevedeva l'utilizzo dai quarti di finale in poi, da questa edizione il Video Assistant Referee (VAR) sarà utilizzato per l'intera durata del torneo, in tutte e 51 le partite. Il Fuorigioco Semi-Automatico, che utilizza 12 telecamere specializzate e l'intelligenza artificiale, sarà anch'esso utilizzato in tutte le 51 partite.
| Nazione             | Arbitri                                                                    | Assistenti arbitrali                                         |
| ------------------- | -------------------------------------------------------------------------- | ------------------------------------------------------------ |
| Arabia Saudita      | Mohammed Al Hoaish Khalid Al-Turais                                        | Zaid Al-Shammari Yasir Al-Sultan                             |
| Australia           | Shaun Evans Kate Jacewicz                                                  | Ashley Beecham Anton Shchetinin                              |
| Cina                | Fu Ming Ma Ning                                                            | Zhang Cheng Zhou Fei                                         |
| Corea del Sud       | Kim Hee-Gon Kim Jong-Hyeok Ko Hyung-Jin                                    | Yoon Kwang-Yeol Kim Kyoung-Min Park Sang-Jun                 |
| Emirati Arabi Uniti | Omar Al-Ali Adel Al-Naqbi Mohammed Abdulla Hassan                          | Mohamed Al-Hammadi Hasan Al-Mahri                            |
| Giappone            | Yusuke Araki Jumpei Iida Hiroyuki Kimura Yoshimi Yamashita                 | Makoto Bozono Jun Mihara Takumi Takagi Naomi Teshirogi       |
| Giordania           | Adham Makhadmeh                                                            | Mohammad Al-Kalaf Ahmad Al-Roalle                            |
| Iran                | Alireza Faghani                                                            | Saeid Ghasemi Alireza Ildorom                                |
| Iraq                | Mohanad Qasim Eesee Sarray                                                 | Ahmed Al-Baghdadi Watheq Al-Swaiedi                          |
| Kuwait              | Ahmad Al-Ali Abdullah Jamali                                               | Ahmad Abbas Abdulhadi Al-Anezi                               |
| Malaysia            | Nazmi Nasaruddin                                                           | Mohd Arif Shamil Bin Abd Rasid Mohamad Zairul Bin Khalil Tan |
| Oman                | Ahmed Al-Kaf                                                               | Abu Bakar Al-Amri Rashid Al-Ghaithi                          |
| Qatar               | Abdulrahman Al-Jassim Abdulla Al-Marri Khamis Al-Marri Salman Ahmad Falahi | Saoud Al-Maqaleh Taleb Al-Marri                              |
| Singapore           | Muhammad Taqi                                                              | Abdul Hannan Bin Abdul Hasim Ronnie Koh Min Kiat             |
| Siria               | Hanna Hattab                                                               | Ali Ahmad Mohamad Kazzaz                                     |
| Sri Lanka           | Hettikamkanamge Perera                                                     | Palitha Hemathunga                                           |
| Thailandia          | Sivakorn Pu-Udom                                                           | Tanate Chuchuen Rawut Nakarit                                |
| Uzbekistan          | Akhrol Riskullaev Ilgiz Tantashev                                          | Timur Gaynullin Andrey Tsapenko                              |

| Nazione        | Arbitri di riserva |
| -------------- | ------------------ |
| Arabia Saudita | Majed Al-Shamrani  |
| Tagikistan     | Sadullo Gulmurodi  |

| Nazione        | Riserve assistenti |
| -------------- | ------------------ |
| Arabia Saudita | Mohammed Al-Abakry |
| Cina           | Cao Yi             |

## Fase a gironi

### Gruppo A

#### Classifica
| Pos. | Squadra    | Pt | G | V | N | P | GF | GS | DR |
| ---- | ---------- | -- | - | - | - | - | -- | -- | -- |
| 1.   | Qatar      | 9  | 3 | 3 | 0 | 0 | 5  | 0  | +5 |
| 2.   | Tagikistan | 4  | 3 | 1 | 1 | 1 | 2  | 2  | 0  |
| 3.   | Cina       | 2  | 3 | 0 | 2 | 1 | 0  | 1  | -1 |
| 4.   | Libano     | 1  | 3 | 0 | 1 | 2 | 1  | 5  | -4 |

#### Risultati
| Arbitro: | Faghani |

|                         |           |  |
| Afif 45’, 90+6’ Ali 56’ | Marcatori |  |

| Doha 13 gennaio 2024, ore 17:30 UTC+3 Incontro 3 | Cina      | 0 – 0 referto | Tagikistan | Stadio Abdullah bin Khalifa (4 001 spett.)\| Arbitro: \| Al Hoaish \| |
| Arbitro:                                         | Al Hoaish |               |            |                                                                       |

| Doha 17 gennaio 2024, ore 14:30 UTC+3 Incontro 13 | Libano       | 0 – 0 referto | Cina | Stadio Al-Thumama (14 137 spett.)\| Arbitro: \| Ko Hyung-Jin \| |
| Arbitro:                                          | Ko Hyung-Jin |               |      |                                                                 |

| Arbitro: | Kimura |

|  |           |          |
|  | Marcatori | 17’ Afif |

| Arbitro: | Jamali |

|               |           |  |
| Al-Haidos 66’ | Marcatori |  |

| Arbitro: | Sarray |

|                                |           |           |
| Umarbaev 80’ Khamrokulov 90+2’ | Marcatori | 47’ Jradi |

### Gruppo B

#### Classifica
| Pos. | Squadra    | Pt | G | V | N | P | GF | GS | DR |
| ---- | ---------- | -- | - | - | - | - | -- | -- | -- |
| 1.   | Australia  | 7  | 3 | 2 | 1 | 0 | 4  | 1  | +3 |
| 2.   | Uzbekistan | 5  | 3 | 1 | 2 | 0 | 4  | 1  | +3 |
| 3.   | Siria      | 4  | 3 | 1 | 1 | 1 | 1  | 1  | 0  |
| 4.   | India      | 0  | 3 | 0 | 0 | 3 | 0  | 6  | -6 |

#### Risultati
| Arbitro: | Yamashita |

|                    |           |  |
| Irvine 50’ Bos 73’ | Marcatori |  |

| Al Rayyan 13 gennaio 2024, ore 20:30 UTC+3 Incontro 4 | Uzbekistan | 0 – 0 referto | Siria | Stadio Jassim bin Hamad (10 198 spett.)\| Arbitro: \| Al-Kaf \| |
| Arbitro:                                              | Al-Kaf     |               |       |                                                                 |

| Arbitro: | Al Naqbi |

|  |           |            |
|  | Marcatori | 59’ Irvine |

| Arbitro: | Fu |

|  |           |                                              |
|  | Marcatori | 4’ Fayzullayev 18’ Sergeyev 45+4’ Nasrullaev |

| Arbitro: | Araki |

|                    |           |                 |
| Boyle 45+1’ (rig.) | Marcatori | 78’ Turg'unboev |

| Arbitro: | Pu-Udom |

|             |           |  |
| Kharbin 76’ | Marcatori |  |

### Gruppo C

#### Classifica
| Pos. | Squadra             | Pt | G | V | N | P | GF | GS | DR |
| ---- | ------------------- | -- | - | - | - | - | -- | -- | -- |
| 1.   | Iran                | 9  | 3 | 3 | 0 | 0 | 7  | 2  | +5 |
| 2.   | Emirati Arabi Uniti | 4  | 3 | 1 | 1 | 1 | 5  | 4  | +1 |
| 3.   | Palestina           | 4  | 3 | 1 | 1 | 1 | 5  | 5  | 0  |
| 4.   | Hong Kong           | 0  | 3 | 0 | 0 | 3 | 1  | 7  | -6 |

#### Risultati
| Arbitro: | Jahari |

|                                                     |           |              |
| Adil 34’ (rig.) Sultan 52’ Al Ghassani 90+5’ (rig.) | Marcatori | 49’ Siu Kwan |

| Arbitro: | Al-Jassim |

|                                                      |           |             |
| Ansarifard 2’ Khalilzadeh 12’ Ghayedi 38’ Azmoun 55’ | Marcatori | 45+6’ Seyam |

| Arbitro: | Al Ali |

|                   |           |          |
| Nasser 50’ (aut.) | Marcatori | 23’ Adil |

| Arbitro: | Hattab |

|  |           |             |
|  | Marcatori | 24’ Ghayedi |

| Arbitro: | Tantashev |

|                 |           |                   |
| Taremi 26’, 65’ | Marcatori | 90+3’ Al Ghassani |

| Arbitro: | Evans |

|  |           |                             |
|  | Marcatori | 12’, 60’ Dabbagh 48’ Qunbar |

### Gruppo D

#### Classifica
| Pos. | Squadra   | Pt | G | V | N | P | GF | GS | DR |
| ---- | --------- | -- | - | - | - | - | -- | -- | -- |
| 1.   | Iraq      | 9  | 3 | 3 | 0 | 0 | 8  | 4  | +4 |
| 2.   | Giappone  | 6  | 3 | 2 | 0 | 1 | 8  | 5  | +3 |
| 3.   | Indonesia | 3  | 3 | 1 | 0 | 2 | 3  | 6  | -3 |
| 4.   | Vietnam   | 0  | 3 | 0 | 0 | 3 | 4  | 8  | -4 |

#### Risultati
| Arbitro: | Kim Jong-hyeok |

|                                           |           |                                       |
| Minamino 11’, 45’ Nakamura 45+4’ Ueda 85’ | Marcatori | 16’ Nguyễn Đình Bắc 33’ Phạm Tuấn Hải |

| Arbitro: | Tantashev |

|              |           |                                    |
| Ferdinan 37’ | Marcatori | 17’ M.Ali 45+7’ Rashid 75’ Hussein |

| Arbitro: | Al-Turais |

|                   |           |            |
| Hussein 5’, 45+4’ | Marcatori | 90+3’ Endō |

| Arbitro: | Gulmurodi |

|  |           |                       |
|  | Marcatori | 42’ (rig.) Mangkualam |

| Arbitro: | Al-Marri |

|                                       |           |             |
| Ueda 6’ (rig.), 52’ Hubner 88’ (aut.) | Marcatori | 90+1’ Walsh |

| Arbitro: | Nasaruddin |

|                                       |           |                                               |
| Sulaka 47’ Hussein 73’, 90+12’ (rig.) | Marcatori | 42’ Bùi Hoàng Việt Anh 90+1’ Nguyễn Quang Hải |

### Gruppo E

#### Classifica
| Pos. | Squadra       | Pt | G | V | N | P | GF | GS | DR |
| ---- | ------------- | -- | - | - | - | - | -- | -- | -- |
| 1.   | Bahrein       | 6  | 3 | 2 | 0 | 1 | 3  | 3  | 0  |
| 2.   | Corea del Sud | 5  | 3 | 1 | 2 | 0 | 8  | 6  | +2 |
| 3.   | Giordania     | 4  | 3 | 1 | 1 | 1 | 6  | 3  | +3 |
| 4.   | Malaysia      | 1  | 3 | 0 | 1 | 2 | 3  | 8  | -5 |

#### Risultati
| Arbitro: | Ma Ning |

|                                        |           |                |
| Hwang In-beom 38’ Lee Kang-in 56’, 68’ | Marcatori | 51’ Al Hashash |

| Arbitro: | Abdulla Hassan |

|  |           |                                              |
|  | Marcatori | 12’, 32’ Al-Mardi 18’ (rig.), 85’ Al-Taamari |

| Arbitro: | Falahi |

|                                          |           |                                               |
| Park Yong-woo 37’ (aut.) Al-Naimat 45+6’ | Marcatori | 9’ (rig.) Son Heung-min 90+1’ (aut.) Abu Arab |

| Arbitro: | Al-Kaf |

|             |           |  |
| Madan 90+5’ | Marcatori |  |

| Arbitro: | Al-Turais |

|                                                      |           |                                           |
| Jeong 21’ Lee Kang-in 83’ Son Heung-min 90+4’ (rig.) | Marcatori | 51’ Halim 62’ (rig.) Aiman 90+15’ Morales |

| Arbitro: | Al-Ali |

|  |           |           |
|  | Marcatori | 34’ Helal |

### Gruppo F

#### Classifica
| Pos. | Squadra        | Pt | G | V | N | P | GF | GS | DR |
| ---- | -------------- | -- | - | - | - | - | -- | -- | -- |
| 1.   | Arabia Saudita | 7  | 3 | 2 | 1 | 0 | 4  | 1  | +3 |
| 2.   | Thailandia     | 5  | 3 | 1 | 2 | 0 | 2  | 0  | +2 |
| 3.   | Oman           | 2  | 3 | 0 | 2 | 1 | 2  | 3  | -1 |
| 4.   | Kirghizistan   | 1  | 3 | 0 | 1 | 2 | 1  | 5  | -4 |

#### Risultati
| Arbitro: | Makhadmeh |

|                 |           |  |
| Jaided 26’, 48’ | Marcatori |  |

| Arbitro: | Evans |

|                              |           |                |
| Ghareeb 78’ Al-Bulaihi 90+6’ | Marcatori | 14’ Al-Yahyaei |

| Doha 21 gennaio 2024, ore 17:30 UTC+3 Incontro 23 | Oman       | 0 – 0 referto | Thailandia | Stadio Abdullah bin Khalifa (6 340 spett.)\| Arbitro: \| Bonyadifar \| |
| Arbitro:                                          | Bonyadifar |               |            |                                                                        |

| Arbitro: | Iida |

|  |           |                         |
|  | Marcatori | 35’ Kanno 84’ Al Ghamdi |

| Al Rayyan 25 gennaio 2024, ore 18:00 UTC+3 Incontro 35 | Arabia Saudita | 0 – 0 referto | Thailandia | Education City Stadium (38 773 spett.)\| Arbitro: \| Kim Hee-gon \| |
| Arbitro:                                               | Kim Hee-gon    |               |            |                                                                     |

| Arbitro: | Al-Ali |

|          |           |                |
| Kojo 80’ | Marcatori | 8’ Al-Ghassani |

### Raffronto tra le squadre terze classificate
Tra le terze classificate di ogni girone, si applicano i seguenti criteri per stabilire il passaggio del turno delle migliori quattro squadre:
- maggior numero di punti ottenuti nella fase a gironi;
- più alta differenza reti complessiva;
- maggior numero di reti segnate nel girone;
- migliore condotta fair play, calcolata partendo da 10 punti per squadra, che vengono decurtati in questo modo:
  1. ogni ammonizione: un punto;
  2. ogni doppia ammonizione o espulsione: tre punti;
  3. ogni espulsione diretta dopo un'ammonizione: quattro punti;
- più alta posizione nel ranking AFC aggiornato all'ultima data utile prima dell'inizio del torneo;

#### Classifica
| Pos. | Squadra   | Pt | G | V | N | P | GF | GS | DR | Girone |
| ---- | --------- | -- | - | - | - | - | -- | -- | -- | ------ |
| 1.   | Giordania | 4  | 3 | 1 | 1 | 1 | 5  | 3  | +2 | E      |
| 2.   | Palestina | 4  | 3 | 1 | 1 | 1 | 5  | 5  | 0  | C      |
| 3.   | Siria     | 4  | 3 | 1 | 1 | 1 | 1  | 1  | 0  | B      |
| 4.   | Indonesia | 3  | 3 | 1 | 0 | 2 | 3  | 6  | -3 | D      |
| 5.   | Oman      | 2  | 3 | 0 | 2 | 1 | 2  | 3  | -1 | F      |
| 6.   | Cina      | 2  | 3 | 0 | 2 | 1 | 0  | 1  | -1 | A      |

## Fase a eliminazione diretta

### Tabellone
|  | Ottavi di finale | Ottavi di finale    | Ottavi di finale    |                     |             | Quarti di finale | Quarti di finale | Quarti di finale |  |  | Semifinali | Semifinali | Semifinali |  |  | Finale | Finale | Finale |  |
|  |                  |                     |                     |                     |             |                  |                  |                  |  |  |            |            |            |  |  |        |        |        |  |
|  | 2A               | Tagikistan (dtr)    | 1 (5)               |                     |             |                  |                  |                  |  |  |            |            |            |  |  |        |        |        |  |
|  | 2A               | Tagikistan (dtr)    | 1 (5)               |                     |             |                  |                  |                  |  |  |            |            |            |  |  |        |        |        |  |
|  | 2C               | Emirati Arabi Uniti | 1 (3)               |                     |             |                  |                  |                  |  |  |            |            |            |  |  |        |        |        |  |
|  | 2C               | Emirati Arabi Uniti | 1 (3)               |                     | Tagikistan  | Tagikistan       | 0                |                  |  |  |            |            |            |  |  |        |        |        |  |
|  |                  |                     |                     |                     | Tagikistan  | Tagikistan       | 0                |                  |  |  |            |            |            |  |  |        |        |        |  |
|  |                  |                     | Giordania           | Giordania           | 1           |                  |                  |                  |  |  |            |            |            |  |  |        |        |        |  |
|  | 1D               | Iraq                | Giordania           | Giordania           | 1           | 2                |                  |                  |  |  |            |            |            |  |  |        |        |        |  |
|  | 1D               | Iraq                |                     |                     |             |                  |                  |                  |  |  |            |            |            |  |  |        |        |        |  |
|  | 3E               | Giordania           | 3                   |                     |             |                  |                  |                  |  |  |            |            |            |  |  |        |        |        |  |
|  | 3E               | Giordania           | 3                   |                     | Giordania   | Giordania        | 2                |                  |  |  |            |            |            |  |  |        |        |        |  |
|  |                  |                     |                     |                     |             |                  |                  |                  |  |  |            |            |            |  |  |        |        |        |  |
|  |                  |                     | Corea del Sud       | Corea del Sud       | 0           |                  |                  |                  |  |  |            |            |            |  |  |        |        |        |  |
|  | 1B               | Australia           | Corea del Sud       | Corea del Sud       | 0           | 4                |                  |                  |  |  |            |            |            |  |  |        |        |        |  |
|  | 1B               | Australia           |                     |                     |             |                  |                  |                  |  |  |            |            |            |  |  |        |        |        |  |
|  | 3D               | Indonesia           | 0                   |                     |             |                  |                  |                  |  |  |            |            |            |  |  |        |        |        |  |
|  | 3D               | Indonesia           | 0                   |                     | Australia   | Australia        | 1                |                  |  |  |            |            |            |  |  |        |        |        |  |
|  |                  |                     |                     |                     | Australia   | Australia        | 1                |                  |  |  |            |            |            |  |  |        |        |        |  |
|  |                  |                     | Corea del Sud (dts) | Corea del Sud (dts) | 2           |                  |                  |                  |  |  |            |            |            |  |  |        |        |        |  |
|  | 1F               | Arabia Saudita      | Corea del Sud (dts) | Corea del Sud (dts) | 2           | 1 (2)            |                  |                  |  |  |            |            |            |  |  |        |        |        |  |
|  | 1F               | Arabia Saudita      |                     |                     |             |                  |                  |                  |  |  |            |            |            |  |  |        |        |        |  |
|  | 2E               | Corea del Sud (dtr) | 1 (4)               |                     |             |                  |                  |                  |  |  |            |            |            |  |  |        |        |        |  |
|  | 2E               | Corea del Sud (dtr) | 1 (4)               |                     | Giordania   | Giordania        | 1                |                  |  |  |            |            |            |  |  |        |        |        |  |
|  |                  |                     |                     |                     |             |                  |                  |                  |  |  |            |            |            |  |  |        |        |        |  |
|  |                  |                     | Qatar               | Qatar               | 3           |                  |                  |                  |  |  |            |            |            |  |  |        |        |        |  |
|  | 1C               | Iran (dtr)          | Qatar               | Qatar               | 3           | 1 (5)            |                  |                  |  |  |            |            |            |  |  |        |        |        |  |
|  | 1C               | Iran (dtr)          |                     |                     |             |                  |                  |                  |  |  |            |            |            |  |  |        |        |        |  |
|  | 3B               | Siria               | 1 (3)               |                     |             |                  |                  |                  |  |  |            |            |            |  |  |        |        |        |  |
|  | 3B               | Siria               | 1 (3)               |                     | Iran        | Iran             | 2                |                  |  |  |            |            |            |  |  |        |        |        |  |
|  |                  |                     |                     |                     | Iran        | Iran             | 2                |                  |  |  |            |            |            |  |  |        |        |        |  |
|  |                  |                     | Giappone            | Giappone            | 1           |                  |                  |                  |  |  |            |            |            |  |  |        |        |        |  |
|  | 1E               | Bahrein             | Giappone            | Giappone            | 1           | 1                |                  |                  |  |  |            |            |            |  |  |        |        |        |  |
|  | 1E               | Bahrein             |                     |                     |             |                  |                  |                  |  |  |            |            |            |  |  |        |        |        |  |
|  | 2D               | Giappone            | 3                   |                     |             |                  |                  |                  |  |  |            |            |            |  |  |        |        |        |  |
|  | 2D               | Giappone            | 3                   |                     | Iran        | Iran             | 2                |                  |  |  |            |            |            |  |  |        |        |        |  |
|  |                  |                     |                     |                     |             |                  |                  |                  |  |  |            |            |            |  |  |        |        |        |  |
|  |                  |                     | Qatar               | Qatar               | 3           |                  |                  |                  |  |  |            |            |            |  |  |        |        |        |  |
|  | 1A               | Qatar               | Qatar               | Qatar               | 3           | 2                |                  |                  |  |  |            |            |            |  |  |        |        |        |  |
|  | 1A               | Qatar               |                     |                     |             |                  |                  |                  |  |  |            |            |            |  |  |        |        |        |  |
|  | 3C               | Palestina           | 1                   |                     |             |                  |                  |                  |  |  |            |            |            |  |  |        |        |        |  |
|  | 3C               | Palestina           | 1                   |                     | Qatar (dtr) | Qatar (dtr)      | 1 (3)            |                  |  |  |            |            |            |  |  |        |        |        |  |
|  |                  |                     |                     |                     | Qatar (dtr) | Qatar (dtr)      | 1 (3)            |                  |  |  |            |            |            |  |  |        |        |        |  |
|  |                  |                     | Uzbekistan          | Uzbekistan          | 1 (2)       |                  |                  |                  |  |  |            |            |            |  |  |        |        |        |  |
|  | 2B               | Uzbekistan          | Uzbekistan          | Uzbekistan          | 1 (2)       | 2                |                  |                  |  |  |            |            |            |  |  |        |        |        |  |
|  | 2B               | Uzbekistan          |                     |                     |             |                  |                  |                  |  |  |            |            |            |  |  |        |        |        |  |
|  | 2F               | Thailandia          | 1                   |                     |             |                  |                  |                  |  |  |            |            |            |  |  |        |        |        |  |

#### Ottavi di finale
| Arbitro: | Abdulla Hassan |

|                                                        |           |  |
| Baggott 12’ (aut.) Boyle 45’ Goodwin 89’ Souttar 90+1’ | Marcatori |  |

| Arbitro: | Araki |

|                                             |                      |                              |
| Hannonov 30’                                | Marcatori            | 90+5’ Al Hammadi             |
| Nazarov Hannonov Panjshanbe Soirov Shukurov | Tiri di rigore 5 – 3 | Idrees Caio Fábio Lima Saleh |

| Arbitro: | Faghani |

|                       |           |                                                |
| Natiq 68’ Hussein 76’ | Marcatori | 45+1’ Al-Naimat 90+5’ Al-Arab 90+7’ Al-Rashdan |

| Arbitro: | Ma |

|                                 |           |             |
| Al-Haidos 45+6’ Afif 49’ (rig.) | Marcatori | 37’ Dabbagh |

| Arbitro: | Nasaruddin |

|                                 |           |             |
| Turg'unboev 37’ Fayzullayev 65’ | Marcatori | 58’ Saracha |

| Arbitro: | Tantashev |

|                                   |                      |                                                          |
| Radif 46’                         | Marcatori            | 90+9’ Cho Gue-sung                                       |
| Kanno Abdulhamid Al-Najei Ghareeb | Tiri di rigore 2 – 4 | Son Heung-min Kim Young-gwon Cho Gue-sung Hwang Hee-chan |

| Arbitro: | Al-Ali |

|                   |           |                            |
| Suzuki 64’ (aut.) | Marcatori | 31’ Dōan 49’ Kubo 72’ Ueda |

| Arbitro: | Kim Jong-hyeok |

|                                             |                      |                              |
| Taremi 34’ (rig.)                           | Marcatori            | 64’ (rig.) Kharbin           |
| Ansarifard Rezaeian Ebrahimi Torabi Hajsafi | Tiri di rigore 5 – 3 | Sabbag Youssef Ousou Al Dali |

#### Quarti di finale
| Arbitro: | Fu |

|  |           |                     |
|  | Marcatori | 66’ (aut.) Hannonov |

| Arbitro: | Al-Kaf |

|             |           |                                                |
| Goodwin 42’ | Marcatori | 90+6’ (rig.) Hwang Hee-chan 104’ Son Heung-min |

| Arbitro: | Ma |

|                                     |           |            |
| Mohebi 55’ Jahanbakhsh 90+6’ (rig.) | Marcatori | 28’ Morita |

| Arbitro: | Kim Hee-gon |

|                                        |                      |                                                    |
| Yusupov 27’ (aut.)                     | Marcatori            | 59’ Hamrobekov                                     |
| Afif Almoez Ali Mukhtar Al-Brake Ró-Ró | Tiri di rigore 3 – 2 | Shukurov Ashurmatov Umarov Abdurahmatov Masharipov |

#### Semifinali
| Arbitro: | Abdulla Hassan |

|                              |           |  |
| Al-Naimat 53’ Al-Taamari 66’ | Marcatori |  |

| Arbitro: | Al Ali |

|                                  |           |                               |
| Azmoun 4’ Jahanbakhsh 51’ (rig.) | Marcatori | 17’ Gaber 43’ Afif 82’ Almoez |

#### Finale
| Arbitro: | Ma |

|               |           |                                           |
| Al-Naimat 67’ | Marcatori | 22’ (rig.), 73’ (rig.), 90+5’ (rig.) Afif |

## Classifica marcatori
8 reti
- Akram Afif (4 rigori)

6 reti
- Ayman Hussein (1 rigore)

4 reti
- Ayase Ueda (1 rigore)
- Yazan Al-Naimat

3 reti
- Mehdi Taremi (1 rigore)
- Musa Al-Taamari (1 rigore)
- Lee Kang-in

- Son Heung-min (2 rigori)
- Oday Dabbagh

2 reti
- Martin Boyle (1 rigore)
- Jackson Irvine
- Craig Goodwin
- Takumi Minamino
- Mahmoud Al-Mardi
- Alireza Jahanbakhsh (2 rigori)

- Mehdi Ghayedi
- Sardar Azmoun
- Hassan Al-Haydos
- Almoez Ali
- Omar Kharbin (1 rigore)

- Supachai Jaided
- Sultan Adil (1 rigore)
- Yahya Al Ghassani (1 rigore)
- Abbosbek Fayzullaev
- Azizbek Turg'unboev

1 rete
- Harry Souttar
- Jordan Bos
- Abdulla Yusuf Helal
- Abdullah Al-Hashash
- Ali Madan
- Chan Siu Kwan
- Asnawi Mangkualam (1 rigore)
- Marselino Ferdinan
- Sandy Walsh
- Karim Ansarifard
- Mohammad Mohebi
- Shoja Khalilzadeh
- Mohanad Ali
- Osama Rashid
- Rebin Sulaka
- Saad Natiq
- Hidemasa Morita
- Keito Nakamura
- Wataru Endō

- Ritsu Dōan
- Takefusa Kubo
- Nizar Al-Rashdan
- Yazan Abu Arab
- Joel Kojo
- Bassel Jradi
- Arif Aiman (1 rigore)
- Faisal Halim
- Romel Morales
- Jassem Gaber
- Muhsen Al-Ghassani
- Salaah Al-Yahyaei
- Tamer Seyam
- Zaid Qunbar
- Ali Al-Bulaihi
- Abdullah Radif
- Abdulrahman Ghareeb
- Faisal Al-Ghamdi

- Mohamed Kanno
- Cho Gue-sung
- Hwang Hee-chan (1 rigore)
- Hwang In-beom
- Jeong Woo-yeong
- Supachok Sarachat
- Nuriddin Khamrokulov
- Parvizçon Umarbaev
- Vakhdat Hannonov
- Khalifa Al Hammadi
- Zayed Sultan
- Igor Sergeyev
- Odiljon Hamrobekov
- Sherzod Nasrullaev
- Bùi Hoàng Việt Anh
- Nguyễn Đình Bắc
- Nguyễn Quang Hải
- Phạm Tuấn Hải

Autoreti
- Elkan Baggott (1, pro  Australia)
- Justin Hubner (1, pro  Giappone)
- Zion Suzuki (1, pro  Bahrein)

- Yazan Abu Arab (1, pro  Corea del Sud)
- Park Yong-woo (1, pro  Giordania)
- Vakhdat Hannonov (1, pro  Giordania)

- Bader Nasser (1, pro  Palestina)
- O'tkir Yusupov (1, pro  Qatar)